# بول أليرتس
بول أليرتس (بالإنجليزية: Paul Allaerts)‏ (مواليد 9 يوليو 1964 في مول) حكم كرة قدم بلجيكي . بدأ مسيرته التحكيمية في سنة 1985 . قرر الاتحاد الدولي لكرة القدم اعتماده حكما دوليا .